# Erpobdella
Genre
Erpobdella est un genre de sangsues de la famille des Erpobdellidae, qui appartient à un ordre (Arhynchobdellida) qui serait originaire d'Amérique du Nord au sein duquel plusieurs genre ou espèces sont devenus prédatrices (au lieu de suceurs de sang comme c'est souvent le cas chez les sangsues).
Une espèce nouvelle, cavernicole (ou troglophile) d' Erpobdella a été récemment découverte à l'ouest de l'Azerbaijan (Iran), dénommée Erpobdella borisi. Cette espèce est dépourvue d'yeux et son somite central est divisé en cinq anneaux inégaux. Du point de vue génétique cette espèce est proche de trois autres espèces de la même famille : Erpobdella japonica, E. octoculata et E. testacea.
Pour la France métropolitaine, une clé d'identification des espèces de Trocheta Dutrochet, 1817  a été proposée en 2021.

## Synonymies
Sous réserve de nouvelles révisions taxonomiques :
- Croatobranchus Kerovec, Kučinić & Jalžic, 1999[4]
- Dina R. Blanchard, 1892[4]
- Mooreobdella Pawlowski, 1955[4]
- Nephelopsis Verrill, 1872[4]
- Semiscolecides Augener, 1930[4]
- Trocheta Dutrochet, 1817 [4]

## Description
Les membres de ce genre sont souvent présentés comme présentant les caractères suivants :
- trois ou quatre paires d'yeux (souvent plus facile à voir sur les toutes jeunes larves qui sont encore translucides). Chez Erpobdella borisi, espèce cavernicole, les yeux ont disparu [2] ;
- jamais de véritables mâchoires ;
- une taille de 20 à 50 mm  de long ;
- une boucle préatriale sur les voies séminales appariées[1] ;
- chez l'embryon : un corps composés de somites à 5 anneaux, chaque anneau ayant une taille à peu près égale selon Sawyer (1986)[5].

## Alimentation, éthologie
Toutes les sangsues appartenant à ce genre ne se nourrissent pas de sang ; elles sont prédatrices carnivores de petits invertébrés aquatiques (généralement d'autres oligochètes selon Klemm) qu'elles ingèrent souvent en entier,.

## Génomique
le génome des sangsues suceuses de sang et prédatrices commence à être mieux connu. 
En particulier le génome mitochondrial complet d'Erpobdella octoculata a été séquencé (publié en 2014).

## Espèces
L'espèce type pour ce genre est Hirudo octoculata, décrit par  Linné dans la famille Erpobdellidae en 1758 (puis renommée Erpobdella octoculata) est apparue (au vu des données morphogénétiques récentes) plus proche des espèces de Nephelopsis et Dina que de sa parente nord-américaine Erpobdella punctata.
Ce genre a fait l'objet d'une révision sur des bases morphogénétiques. Il comprend maintenant des espèces précédemment classées dans les genres Croatobranchus, Dina, Mooreobdella, Trocheta et Nephelopsis. 
Le genre Dina est aussi caractérisé par 5 anneaux, mais il diffère du genre Erpobdella en ce que chacun des 5 anneaux est nettement élargi et subdivisé selon Sawyer (1986).
Ceux-ci ont été synonymie dans  Erpobdella  par Sidall (2002) après analyse morphogénétique. 
Ce genre comprend 37 espèces actuellement acceptées (voir ci-dessous)
- Erpobdella absoloni (Johansson, 1913)
- Erpobdella anoculata (Moore, 1898)
- Erpobdella apathyi (Gedroyc, 1916)

Erpobdella borisi
- Erpobdella bucera (Moore, 1953)
- Erpobdella bykowski (Gedroyc, 1913)
- Erpobdella concolor Annandale, 1913
- Erpobdella costalis Sawyer & Shelley, 1976
- Erpobdella dubia (Moore & Meyer, 1951)
- Erpobdella eturpshem (Sket, 1989)
- Erpobdella fervida (Verrill, 1874)
- Erpobdella japonica (Pawlowski, 1952)
- Erpobdella johanssoni (Johansson, 1927)
- Erpobdella krasense (Sket, 1968)
- Erpobdella krilata (Sket, 1989)
- Erpobdella lahontana Hovingh & Klemm, 2000
- Erpobdella latestriata (Neubert & Nesemann, 1995)
- Erpobdella lineata (Müller, 1774)
- Erpobdella maoriana (Mason, 1976)
- Erpobdella mauchi Nesemann, 1995
- Erpobdella melanostoma (Sawyer & Shelley, 1976)
- Erpobdella mestrovi (Kerovec, Kučinić & Jalžić, 1999)
- Erpobdella microstoma (Moore, 1901)
- Erpobdella monostriata (Lindenfeld & Pietrus-zynski, 1890)
- Erpobdella nigricolis (Brandes, 1900)
- Erpobdella obscura (Verrill, 1872)
- Erpobdella octoculata (Linnaeus, 1758)
- Erpobdella parva (Moore, 1912)
- Erpobdella punctata (Leidy, 1870)
- Erpobdella quaternaria (Moore, 1930)
- Erpobdella ratschaensis (Kobakhidze, 1958)
- Erpobdella stschegolewi Lukin & Epshtein, 1950
- Erpobdella subviridis (Dutrochet, 1817)
- Erpobdella svilesta (Sket, 1989)
- Erpobdella testacea (Savigny, 1820)
- Erpobdella tetragon (Sawyer & Shelley, 1976)
- Erpobdella triannulata Moore, 1908
- Erpobdella xiangjiangensis (Yang, 1983)